# Maria Pellegrini
Maria Pellegrini (nacida el 15 de julio de 1943 en Pretoro, Italia ) es una soprano de ópera canadiense de origen italiano que ha tenido una activa carrera internacional desde la década de 1960 y siendo una de las mujeres sopranos más reconocidas del sector. Está particularmente asociada con las óperas de Giacomo Puccini y Giuseppe Verdi . En 1965 se naturalizó como ciudadana canadiense y ha sido firme defensora de su ascendencia italiana como defensora de Canadá como nación.

## Vida y carrera
Nacida en Pretoro, Pellegrini emigró con su familia a Canadá en 1958, cuando tenía 15 años en busca de una vida mejor económicamente hablando. En 1960 ingresó al Real Conservatorio de Música (RCM) de Toronto, donde estudió canto durante los siguientes cuatro años con [[{{{2}}}]] . Más tarde realizó más estudios vocales en Londres con Joe Macko, quien perfeccionó su técnica vocal.
Pellegrini hizo su debut profesional en la ópera en 1963 como la Suma Sacerdotisa en Aida de Verdi con la Canadian Opera Company , siendo recibida gratamente por la prensa del momento. Allí se la escuchó al año siguiente como Annina en La traviata y nuevamente en 1965 como Gilda en Rigoletto. Regresó varias veces más al COC hasta finales de la década de 1980, interpretando papeles como Aida, Cio-Cio-San en Madama Butterfly, Nedda en I Pagliacci y Violetta en La traviata, entre otros tantos papeles que la ascendieron en el campo de la ópera.
En 1965, Pellegrini ganó las audiciones del Consejo Nacional de la Ópera Metropolitana, pero nunca fue contratado para cantar un papel en el Met. En 1968 hizo su debut en la Royal Opera de Londres como Gilda y en 1969 hizo su primera aparición en la Ópera de Sadler's Wells como Cio-Cio-San. También interpretó y grabó el papel de Musetta en La bohème con la Royal Opera de Londres en 1969.
En 1977, Pellegrini interpretó a Cio-Cio-San en una producción transmitida a nivel nacional de Madama Butterfly para CBC Television con el director Jean Deslauriers . Otros miembros del elenco incluyeron a Pierre Duval, Bernard Turgeon y Judith Forst . En 1980 debutó en la Ópera Lyra Ottawa como Mimi en La bohème . Otras compañías de ópera canadienses con las que ha desempeñado papeles protagónicos incluyen la Ópera de Calgary, la Ópera de Edmonton, la Ópera de Manitoba, la Ópera Hamilton y la Ópera de Vancouver.
En 1982, Pellegrini hizo su debut en la Ópera de Nueva York como Cio-Cio-San bajo la dirección de David Effron. Otras compañías estadounidenses con las que ha cantado papeles protagónicos durante su carrera son la Ópera de Connecticut, la Gran Ópera de Florida, la Ópera de Nueva Orleans, la Ópera Estatal de Nueva Jersey y la Ópera de Pittsburgh.
En el escenario internacional, las actuaciones de Pellegrini han incluido apariciones en el Teatro Carlo Felice, el Teatro Lirico Giuseppe Verdi, el Teatro Nacional (Santo Domingo), el Teatro Massimo Bellini, el Teatro Regio (Parma), Santo Domingo y la Ópera Nacional de Gales, cada cual más reconocido que el anterior. Se deben destacar otras apariciones en lugares más pequeños en los últimos años de us carrera .